# 張崇禮
張崇禮，號和節，山西太原府代州軍籍。明朝政治人物、進士出身。

## 生平
嘉靖壬戌（1562年）二月十六日生。萬曆四年（1576年）丙子科山西鄉試舉人，十七年（1589年）己丑科三甲一百八名進士，通政司觀政，八月授河南舞陽縣知縣，二十年調任祥符縣知縣，二十二年擢户部主事，管常盈倉，二十六年升员外郎，升郎中，丁憂歸。二十九年起補原职，三十年升真定府知府，三十二年升山西井陉道副使，三十三年三月調易州兵备道副使，三十五年七月加升河南参政，照旧管事，三十八年回籍。四十年七月起陕西河東道按察使，四十六年八月加升右布政使。天启元年，叙宁夏功，准复原职。天启二年京察以不及降職，天啓四年起復升陕西左布政使，五年八月升南京光禄寺卿、管鸿胪寺卿事，七年正月升南京通政使，本年致仕。

## 家族
曾祖张孟珎。祖父张天福，寿官。父张荟，寿官。